# Hassan Fadil
Hassan Fadil (ar. حسن فاضل; ur. 3 lutego 1962 w Fezie) – marokański piłkarz grający na pozycji napastnika. W swojej karierze rozegrał 2 mecze i strzelił 1 gola w reprezentacji Maroka.

## Kariera klubowa
Swoją karierę piłkarską Fadil rozpoczął w klubie Raja Beni Mellal, w którym zadebiutował w 1981 roku w pierwszej lidze marokańskiej. Grał w nim do 1985 roku. Wtedy też przeszedł do RCD Mallorca. W sezonie 1985/1986 wywalczył z nim awans z Segunda División do Primera División. W Mallorce występował do 1988 roku.
Latem 1988 Fadil został zawodnikiem CD Málaga. 25 września 1988 zaliczył w nim swój debiut w Primera División w zremisowanym 1:1 domowym meczu z Athletic Bilbao. Zawodnikiem Málagi był przez rok.
W 1989 roku Fadil został piłkarzem drugoligowego portugalskiego FC Famalicão. W sezonie 1989/1990 awansował z nim do pierwszej ligi. W 1991 roku zakończył w nim swoją karierę.
| Sezon   | Klub             | Kraj       | Rozgrywki        | Mecze | Bramki |
| ------- | ---------------- | ---------- | ---------------- | ----- | ------ |
| 1981/82 | Raja Beni Mellal | Maroko     | GNF 1            | ?     | ?      |
| 1982/83 | Raja Beni Mellal | Maroko     | GNF 1            | ?     | ?      |
| 1983/84 | Raja Beni Mellal | Maroko     | GNF 1            | ?     | ?      |
| 1984/85 | Raja Beni Mellal | Maroko     | GNF 1            | ?     | ?      |
| 1985/86 | RCD Mallorca     | Hiszpania  | Segunda División | 35    | 7      |
| 1986/87 | RCD Mallorca     | Hiszpania  | Primera División | 35    | 5      |
| 1987/88 | RCD Mallorca     | Hiszpania  | Primera División | 23    | 6      |
| 1988/89 | Málaga CF        | Hiszpania  | Primera División | 20    | 2      |
| 1989/90 | FC Famalicão     | Portugalia | Segunda Liga     | ?     | ?      |
| 1990/91 | FC Famalicão     | Portugalia | Primeira Liga    | 23    | 1      |

## Kariera reprezentacyjna
W reprezentacji Maroka Fadil zadebiutował 13 marca 1988 w zremisowanym 0:1 grupowym meczu Pucharu Narodów Afryki 1988 z Zairem, rozegranym w Casablance. Na tym turnieju nie rozegrał więcej meczów. Z Marokiem zajął 4. miejsce. W kadrze narodowej rozegrał 2 mecze, oba w 1988 i strzelił w nich 1 gola.